# Moritz Loff

Wohnhaus Johannisstraße 20 (Zustand um 1900)

Moritz Loff († 1526 in Lübeck) war Kaufmann und Ratsherr der Hansestadt Lübeck.

## Leben
Der Kaufmann Moritz Loff wird 1504 urkundlich erwähnt im Zusammenhang mit einer Urkunde, in der er, wie auch Godart Wigerinck, die auswärtigen Testamentsvollstrecker des Adolf Greverade vollmachtlich in Zusammenhang mit der Stiftung der Vikarie im Lübecker Dom vertrat, die zur Ausstattung der Seitenkapelle des Doms mit dem Retabel Hans Memlings führte. Er wurde 1514 in den Lübecker Rat erwählt. 1516 vertrat er die Stadt als Gesandter in Antwerpen bei den Verhandlungen über die angedachte Verlegung des Brügger Hansekontors nach Antwerpen. Mit seiner Insolvenz 1524 schied er aus dem Lübecker Rat aus. Der Lübecker Chronist Heinrich Rehbein bemerkte zu ihm in diesem Zusammenhang „ist aber sonsten ein guter Mann und frommer Mann“ gewesen. Er bewohnte in Lübeck erst das Haus Johannisstraße 20, dann die Johannisstraße 74. Sein Siegel findet sich in den Lübecker Bürgersiegeln.